# Lahayville
 Lahayville  là một xã thuộc tỉnh Meuse trong vùng Grand Est đông nam nước Pháp. Xã này nằm ở khu vực có độ cao trung bình 226 mét trên mực nước biển. Theo điều tra dân số năm 1999, Lahayville có dân số 23 người, diện tích 3,96 ki-lô-mét vuông.
Lahayville nằm ở hữu ngạn sông Rupt de Mad, sông chảy eho hướng đông bắc qua phía đông nam thị trấn.